# Eryopoidea
Gli eriopoidi (Eryopoidea) sono un gruppo di anfibi temnospondili estinti, appartenenti agli Euskelia. Vissero tra il Carbonifero superiore e il Permiano medio (circa 320 - 270 milioni di anni fa) e i loro resti fossili sono stati ritrovati in Europa, Asia e Nordamerica.

## Descrizione
Questi animali potevano raggiungere e superare i due metri di lunghezza; la maggior parte delle forme possedeva uno scheletro robusto adatto alla locomozione terrestre, con vertebre di tipo rachitomo dalla struttura massiccia. Anche le zampe, benché relativamente corte, erano ben sviluppate e robuste. Gli eriopoidi erano caratterizzati da crani di grandi dimensioni, massicci e a forma di U, con un muso piuttosto allungato. Al contrario degli altri Euskelia, le coane erano piuttosto arrotondate. Altra importante caratteristica era data dalla peculiare forma della cresta iliaca, pressoché verticale. Alcuni possibili eriopoidi (gli zatracheidi) svilupparono bizzarre strutture craniche simili a corna.

## Classificazione
La superfamiglia Eryopoidea venne istituita da Gunnar Säve-Söderbergh nel 1935, per includere numerose famiglie di temnospondili del Carbonifero e del Permiano. Per lungo tempo questo gruppo venne usato come una sorta di "cestino dei rifiuti" per numerose forme di anfibi paleozoici che non potevano essere inclusi in altri gruppi, ma nel 2000 una revisione dei temnospondili ha portato alla riclassificazione di questi animali: il clade Eryopoidea comprende quindi la famiglia Eryopidae, comprendente il ben noto Eryops e altre forme meno note, e la famiglia Parioxeidae, comprendente il solo Parioxys. I già citati Zatracheidae sono a volte ascritti agli eriopoidi. 
Gli eriopoidi sono uno dei due principali sottogruppi del clade Euskelia, comprendente anche i dissorofoidi (Dissorophoidea), tra i quali si annoverano anche gli antenati degli odierni anfibi (Lissamphibia).
- Euskelia
  - Dissorophoidea
  - Eryopoidea
    - Eryopidae
      - Eryops
      - Clamorosaurus
      - Glaukerpeton
      - Onchiodon

    - Parioxeidae
      - Parioxys

    - Zatracheidae ?
      - Zatrachys
      - Acanthostomatops
      - Dasyceps